# Lindenberg im Allgäu
Lindenberg im Allgäu település Németországban, azon belül Bajorországban. Lakosainak száma 11 741 fő (2023. december 31.). Lindenberg im Allgäu Weiler-Simmerberg, Heimenkirch, Scheidegg és Röthenbach községekkel határos.

## Népesség
A település népessége az elmúlt években az alábbi módon változott:
| Lakosok száma | 1566 | 9888 | 10 103 | 10 886 | 10 963 | 11 030 | 11 500 | 11 546 | 11 585 | 11 741 |
|               | 1875 | 1970 | 1975   | 2011   | 2013   | 2014   | 2016   | 2019   | 2021   | 2023   |